# Tom Evans
Tom Evans (* 1968 in Penticton) ist ein ehemaliger kanadischer Triathlet und vierfacher Ironman-Sieger (2004–2008).

## Werdegang
Im August 2004 konnte der Zahnarzt Tom Evans in Kanada, in Penticton erstmals einen Triathlon auf der Langdistanz (3,86 km Schwimmen, 180,2 km Radfahren und 42,195 km Laufen) für sich entscheiden.
Er gewann 2004 und erneut 2008 den Ironman Florida und erzielte dort 2008 als 40-Jähriger einen neuen Streckenrekord.
Seit 2013 tritt er nicht mehr international in Erscheinung.

## Sportliche Erfolge
| Datum/Jahr   | Rang | Wettbewerb                          | Austragungsort     | Zeit     | Bemerkung                          |
| ------------ | ---- | ----------------------------------- | ------------------ | -------- | ---------------------------------- |
| 4. Aug. 2013 |      | Ironman 70.3 Boulder                | Boulder            | 04:53:00 |                                    |
| 9. Sep. 2012 |      | Ironman 70.3 World Championship     | Las Vegas          | 06:16:52 |                                    |
| 8. Juli 2012 | 1    | Eastlink Desert Half Iron Triathlon | Osoyoos            | 04:23:59 |                                    |
| Juni 2012    | 1    | Wine Capital of Canada Triathlon    | Oliver             | 02:01:37 | Sieger auf der olympischen Distanz |
| Juni 2009    | 1    | Oliver Half Ironman                 | Vereinigte Staaten | 04:06:42 |                                    |
| Juni 2008    | 1    | Oliver Half Ironman                 | Vereinigte Staaten | 04:06:30 | [ 3 ]                              |

| Datum/Jahr    | Rang | Wettbewerb            | Austragungsort | Zeit     | Bemerkung |
| ------------- | ---- | --------------------- | -------------- | -------- | --- |
| 13. Okt. 2012 | DNF  | Ironman Hawaii        | Hawaii         | –        | |
| 26. Juni 2011 | 3    | Ironman Coeur d’Alene | Idaho          |          | |
| 29. Aug. 2010 | DNF  | Ironman Canada        | Penticton      | –        | |
| 27. Juni 2010 | DNF  | Ironman Coeur d’Alene | Idaho          | –        | |
| 1. Nov. 2008  | 1    | Ironman Florida       | Panama City    | 08:07:59 | Tom Evans stellte beim zehnten Ironman Florida mit neuer persönlicher Bestzeit einen Streckenrekord auf.        |
| 22. Juni 2008 | 1    | Ironman Coeur d’Alene | Idaho          | 08:34:22 | |
| 13. Okt. 2007 | 83   | Ironman Hawaii        | Hawaii         | 08:56:11 | |
| 24. Juni 2007 | 2    | Ironman Coeur d’Alene | Idaho          | 08:34:34 | |
| 21. Okt. 2006 | DNF  | Ironman Hawaii        | Hawaii         | –        | |
| 23. Juli 2006 | 2    | Ironman USA           | Lake Placid    | 08:39:12 | |
| 15. Okt. 2005 | 84   | Ironman Hawaii        | Hawaii         | 08:48:36 | |
| 9. Apr. 2005  | 6    | Ironman Arizona       | Tempe          | 08:56:23 | |
| 6. Nov. 2004  | 1    | Ironman Florida       | Panama City    | 08:31:07 | [ 6 ] |
| 29. Aug. 2004 | 1    | Ironman Canada        | Penticton      | 08:28:06 | erster Sieg für Tom Evans auf der Langdistanz vor seinem Landsmann Gordo Byrn und dem Deutschen Olaf Sabatschus |
| 8. Nov. 2003  | 108  | Ironman Florida       | Panama City    | 09:51:01 | |
| 24. Aug. 2003 | 2    | Ironman Canada        | Penticton      | 08:37:01 | |
| 2003          | 12   | Ironman New Zealand   | Taupō          | 08:56:38 | |
| 9. Nov. 2002  | 10   | Ironman Florida       | Panama City    | 09:02:48 | |
| 2002          | 26   | Ironman Canada        | Penticton      | 09:30:38 | |

(DNF – Did Not Finish)